# Baron Norton

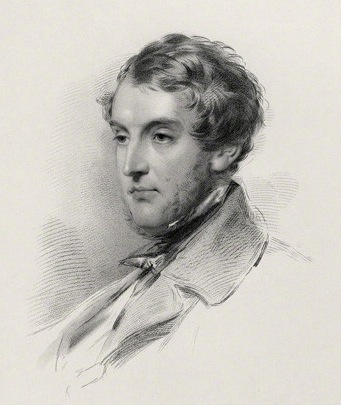
Charles Adderley, 1. Baron Norton

Baron Norton, of Norton-on-the-Moors in the County of Stafford, ist ein erblicher britischer Adelstitel in der Peerage of the United Kingdom.

## Verleihung
Der Titel wurde am 16. April 1878 für den konservativen Politiker und ehemaligen Vorsitzenden des Board of Trade Sir Charles Adderley geschaffen.
Heutiger Titelinhaber ist seit 1993 dessen Ur-ur-urenkel James Adderley als 8. Baron.

## Liste der Barone Norton (1878)
- Charles Adderley, 1. Baron Norton (1814–1905)
- Charles Adderley, 2. Baron Norton (1846–1926)
- Ralph Adderley, 3. Baron Norton (1872–1933)
- Ronald Adderley, 4. Baron Norton (1885–1944)
- Henry Adderley, 5. Baron Norton (1854–1945)
- Hubert Adderley, 6. Baron Norton (1886–1961)
- John Adderley, 7. Baron Norton (1915–1993)
- James Adderley, 8. Baron Norton (* 1947)

Titelerbe (Heir Apparent) ist der einzige Sohn des aktuellen Titelinhabers, Hon. Edward James Arden Adderley (* 1982).